# Svatava
Svatava (Duits: Zwodau) is een Tsjechische vlek (městys) in de regio Karlsbad, en maakt deel uit van het district Sokolov. Svatava telt 1644 inwoners (2023).

## Geschiedenis
- 1391 – De eerste schriftelijke vermelding van Svatava.
- 2008 – De gemeente Svatava krijgt (opnieuw) de status vlek.[1]

## Geboren in Svatava
- Ernst Mosch (1925-1999) – een Duitse muzikant, componist en dirigent (zie Egerländer muziek).

Březová · Bublava · Bukovany · Chlum Svaté Maří · Chodov · Citice · Dasnice · Dolní Nivy · Dolní Rychnov · Habartov · Horní Slavkov · Jindřichovice · Josefov · Kaceřov · Krajková · Královské Poříčí · Kraslice · Krásno · Kynšperk nad Ohří · Libavské Údolí · Loket · Lomnice · Nová Ves · Nové Sedlo · Oloví · Přebuz · Rotava · Rovná · Staré Sedlo · Stříbrná · Svatava · Šabina · Šindelová · Sokolov · Tatrovice · Těšovice · Vintířov · Vřesová